# 東京都市計画道路幹線街路補助線街路第255号線
東京都市計画道路幹線街路補助線街路第255号線 (とうきょうとしけいかくどうろかんせんがいろほじょせんがいろだい255ごうせん) は、東京都足立区内を通る都市計画道路。通常、補助255号と略称される。国道4号から環七を抜けて、埼玉県道・東京都道103号吉場安行東京線に合流するルートとして企図・整備されたものの、2006年（平成18年）5月現在、用地買収の遅れから分断された状態にある。

## 概要

### 整備済区間
- 起点:足立区島根3丁目
- 終点:足立区竹の塚7丁目

### 梅島1丁目地区
- 起点:足立四中北交差点(足立区梅島1丁目)
- 終点:梅島1丁目交差点(同)

## 通過地区
- 東京都足立区
  - 梅島 - 島根 - 六月 - 竹ノ塚

## 交差している道路
- 東京都道318号環状七号線 (起点)
- 埼玉県道・東京都道103号吉場安行東京線 (終点)
- 国道4号(梅島1丁目地区・補助138号線経由)
- 旧日光街道(同・都道103号の延長)

## 道路の特徴
- 片側１車線の道路で、近年になって整備された一部の新しい区間を除いて、道幅は狭い。また、沿線が商店街として発達しており、交通量は多い。とりわけ竹ノ塚地区は道路沿いにある商店の利用者による路上駐車が甚だしく、交通の妨げになっている。

## 未着工区間
全体の構想では、梅島3丁目地区に道路を整備して旧日光街道と併走させ、そこで全線の完成をみることとなっている。現状では用地買収の遅れから未着工であるが、東武伊勢崎線西新井駅周辺の再開発と軌を一にして、この地区の整備に向けた計画が進行中である。